# Пастухова, Алла Павловна
А́лла Па́вловна Па́стухова (30 сентября 1936, Москва — 2 октября 2014, Москва) — советский журналист, литературный критик, редактор. Ведущий редактор серии «Пламенные революционеры» Политиздата. Заслуженный работник культуры РСФСР (1990). В 1970—1979 гг. вторая жена писателя Юрия Трифонова и редактор многих его произведений, в том числе романа «Нетерпение» и повести «Дом на набережной». Алле Пастуховой посвящена повесть Трифонова «Другая жизнь» (1975).

## Биография
Алла Павловна Пастухова родилась 30 сентября 1936 года в Москве в семье юриста и военного  дипломата Павла Пастухова.
В 1962 г. окончила факультет журналистики МГУ, защитив диплом по творчеству А.Чехова и несколько лет работала литературным критиком и журналистом в газетах «Московский комсомолец» и «Вечерняя Москва».
1968 — 1990 гг. редактор серии «Пламенные революционеры» Политиздата под руководством Владимира Новохатко. Привлекла в авторы и была редактором многих известных прозаиков, некоторые из которых публиковались в серии не один раз. Среди них
- Аксёнов Василий  («Любовь к электричеству: Повесть о Леониде Красине», 1971)
- Войнович Владимир  («Степень доверия. Повесть о Вере Фигнер», 1972)
- Гладилин Анатолий  («Евангелие от Робеспьера: Повесть о великом французском революционере», 1970, «Сны Шлиссельбургской крепости: Повесть об Ипполите Мышкине», 1974)
- Гордин Яков («Три войны Бенито Хуареса: Повесть о выдающемся мексиканском революционере», 1984)
- Гусейнов Чингиз («Неизбежность: Повесть о Мирзе Фатали Ахундове», 1981)
- Давыдов Юрий («Завещаю вам, братья…: Повесть об Александре Михайлове», 1975, «На Скаковом поле, около бойни…: Повесть о Дмитрии Лизогубе», 1978, «Две связки писем: Повесть о Германе Лопатине», 1983)
- Долгий Вольф («Книга о счастливом человеке: Повесть о Николае Баумане», 1971,  «Порог: Повесть о Софье Перовской», 1974)
- Ефимов Игорь («Свергнуть всякое иго: Повесть о Джоне Лилбёрне», 1977)
- Зурабов Армен («Тетрадь для домашних занятий: Повесть о Семёне Тер-Петросяне (Камо)», 1987)
- Миндлин Эмиль («Не дом, но мир: Повесть об Александре Коллонтай», 1968, «И подымется рука…: Повесть о Петре Алексееве», 1973)
- Окуджава Булат («Глоток свободы: Повесть о Павле Пестеле», 1971)
- Рассадин Станислав («Никогда никого не забуду: Повесть об Иване Горбачевском», 1987)
- Трифонов Юрий («Нетерпение: Повесть об Андрее Желябове», 1973)
- Эйдельман Натан («Апостол Сергей: Повесть о Сергее Муравьёве-Апостоле», 1975, «Большой Жанно: Повесть об Иване Пущине», 1982,  «Первый декабрист: Повесть о Владимире Раевском», 1990)

Алла П. работала в Политиздате… Она была одним из лучших, если не лучшим, редактором в этом издательстве. Все, кому привелось с ней сотрудничать, отмечали её культуру, благожелательность и вкус.Она всех и все понимала и делала максимум возможного, чтобы рукописи достойных авторов не слишком жестко страдали от придирок начальства и от цензорских ножниц.
— Аркадий Ваксберг
Пастухова привлекала в авторы и диссидентствующих писателей, ориентируясь в первую очередь на их литературный уровень:

Алла Пастухова приехала в Ленинград в начале 70-х годов искать авторов для серии "Пламенные революционеры", выпускавшейся её редакцией в Политиздате. Молодая, прелестная, овеянная славой своего мужа, Юрия Трифонова, который уже написал для них серьёзный роман о Желябове - "Нетерпение". Писали для этой серии и другие достойные авторы. Гладилин опубликовал "Евангелие от Робеспьера", Окуджава - роман о Пестеле "Глоток свободы", Войнович о Вере Фигнер, "Степень доверия" ...
Вспоминаю, что знакомство состоялось на улице, неподалеку от "Ленфильма". Кажется, я повёл себя не лучшим образом, взял снисходительно-насмешливый тон: "Я и Политиздат? Вы, наверно, шутите". Но Пастухова не отступала. Дала список революционеров, образы которых редакция хотела бы видеть отражёнными в романах и повестях. В списке я не нашёл интересных для меня фигур. Но в портфеле у меня как раз лежала книга на английском, привезённая в подарок семьёй американских славистов Профферов из Америки:
Джозеф Франк, "Левеллеры". Я извлек её и сказал:
- Вы же не захотите - не сможете - опубликовать роман про Джона Лилберна.
- Кто такой? Когда жил? Расскажите.
Я вкратце объяснил: англичанин, 17-й век, активный участник Английской Революции, соратник - а потом противник - Кромвеля. Глава партии левеллеров-уравнителей. Эта партия уже тогда выступала за всеобщее избирательное право, без имущественного ценза, то есть за такой уровень демократии, к которому Англия придёт только два века спустя.
- Все это крайне интересно, - сказала Алла. - Я прошу вас: напишите подробную заявку страниц на десять, с планом романа. Уверена, что есть серьёзный шанс на заключение договора. Вы знаете, какими тиражами печатаются книги этой серии? Первый тираж - триста тысяч. Неплохо, да?
Соблазн был велик, и я честно корпел неделю над заявкой. Вскоре пришло письмо от Пастуховой: её непосредственный начальник, Владимир Новохатко, отнесся к идее одобрительно. Тем более, что в Большой Советской Энциклопедии и в Исторической Энциклопедии Джон Лилберн был объявлен чуть ли не самым прогрессивным участником революции, свергнувшей Стюартов.
— Игорь Ефимов
1970 — 1979 вторая жена и редактор Юрия Трифонова, в том числе романа «Нетерпение» о народовольцах, который в силу набирающей актуальности темы терроризма стал его наиболее известной книгой за пределами СССР.

Лучшую книгу всей серии — роман Юрия Трифонова «Нетерпение» — мы издали суммарным тиражом 900 000 экземпляров.
— Владимир Новохатко

Особенную актуальность роман [«Нетерпение»] приобрёл в Западной Германии, где в 70-е годы появилась леворадикальная террористическая организация «Красные бригады», совершавшая кровавые акции. Именно этот роман,  пятый в списке немецких бестселлеров того времени, заинтересовал Генриха Белля.
Под влиянием Аллы Пастуховой возникло часто упоминаемое «густое письмо» Трифонова. Сам Трифонов прекрасно сознавал, как велик был вклад Пастуховой в его работу.
Часто повторял, что своим успехом был обязан ей. Не случайно Трифонов называл Пастухову своим любимым, «пожизненным» редактором.
— Ольга Трифонова-Тангян

…она, по отзывам самого Юрия Валентиновича, дала ему очень многое в профессиональном плане. У неё был прекрасный вкус. По её рекомендациям он убирал из своих произведений лишнее, переписывал отдельные места. Как профессионал он за этот период сильно вырос… Вершиной творческого пути Юрия Валентиновича становится 1980 год, когда член Нобелевского комитета по литературе Генрих Бёлль выдвинул его на соискание премии 1981 года за исторический роман «Нетерпение». Произведение имело все шансы получить престижную награду. Тема терроризма тогда начинала волновать весь цивилизованный мир. Писатель немного не дожил до премии. 
— Александр Ганулич
В 1991 г. Политиздат, а вместе с ним и редакция «Пламенные революционеры» были ликвидированы. Выпущенная редакцией в количестве 117 томов серия «Пламенные революционеры» в настоящее время является коллекционной.
С 1991 г. вышедшая на пенсию Пастухова продолжала работать внештатно, редактируя переводные издания. В 2008 году начала терять зрение и к концу жизни практически ослепла.
Алла Павловна Пастухова скончалась 2 октября 2014 года через два дня после обширного инсульта.